# 4132 Bartók
4132 Bartók eller 1988 EH är en asteroid i huvudbältet som upptäcktes den 12 mars 1988 av den amerikanske astronomen Jeff T. Alu vid Palomar-observatoriet. Den är uppkallad efter den ungerska tonsättaren Béla Bartók.
Asteroiden har en diameter på ungefär 9 kilometer.